# E.R. Antverpia (schip, 1968)
De bulkcarrier Antverpia was een Belgisch schip voor het vervoer van erts, dat gebouwd werd bij de Boelwerf N.V. in Temse in 1968.
Deze bulkcarrier werd in opdracht gebouwd voor de rederij Ahlers-Russ-Boel. Dit schip werd bij de vloot mineréschepen met de benaming "Mineral" gevoegd.
Het schip heeft negen achtereen liggende luiken zodat de bovenbouw achter aan het schip gebouwd werd. Dit is tevens de modernere trend van scheepsbouw tegenwoordig. 
Ieder nieuw schip heeft om commerciële redenen achteraan een opbouw, en zelfs een hogere opbouw, om plaats te maken voor de scheepsladingen, die vanaf het voor- tot midships en midden-achter loopt. Masten met laadbomen  hebben de moderne schepen bijna niet meer. Één mast vooraan met een kraancabine en achteraan een mast voor de top- en seinlichten. 
Schepen met een middenopbouw en veelvuldige masten met laadbomen, ziet men niet meer zoveel: dan zijn het oudere schepen die nog in de vaart zijn.
Het schip werd in 1980 verkocht en voer sindsdien als Asean Greatness onder Filipijnse vlag. Het werd in 1985 gesloopt.